# Condado de Dubuque
O Condado de Dubuque é um dos 99 condados do estado norte-americano de Iowa. A sede do condado é Dubuque, que é também a sua maior cidade. O condado tem uma área de 1598 km² (dos quais 21 km² estão cobertos por água), uma população de 89 143 habitantes, e uma densidade populacional de 57 hab/km² (segundo o censo nacional de 2000). O condado foi fundado em 1834 e recebeu o seu nome em homenagem ao franco-canadiano Julien Dubuque (1762-1810) que foi o primeiro colonizador europeu do território que hoje corresponde ao Iowa.